# Ludwika Ogorzelec

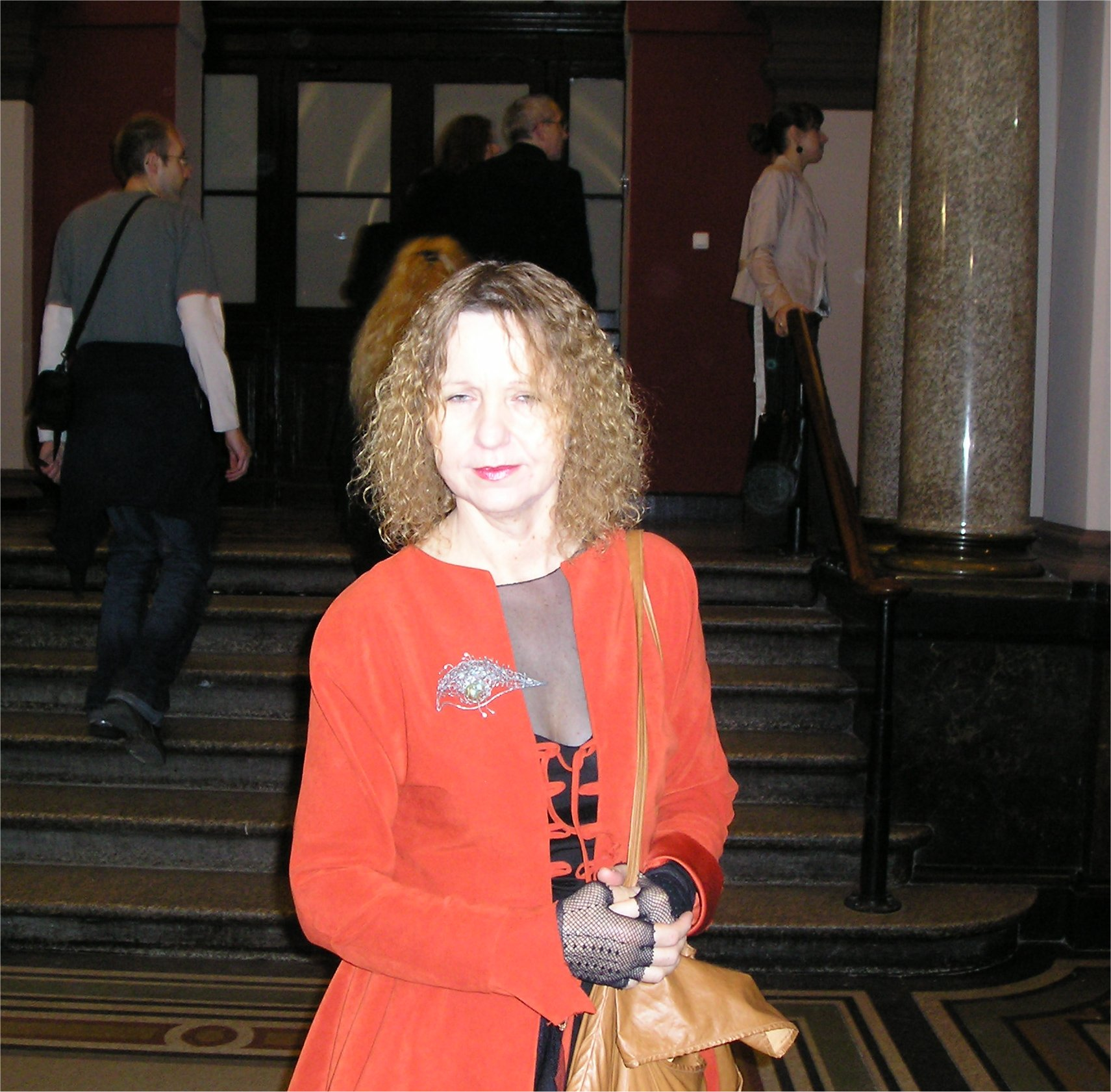
Ludwika Ogorzelec (2006)

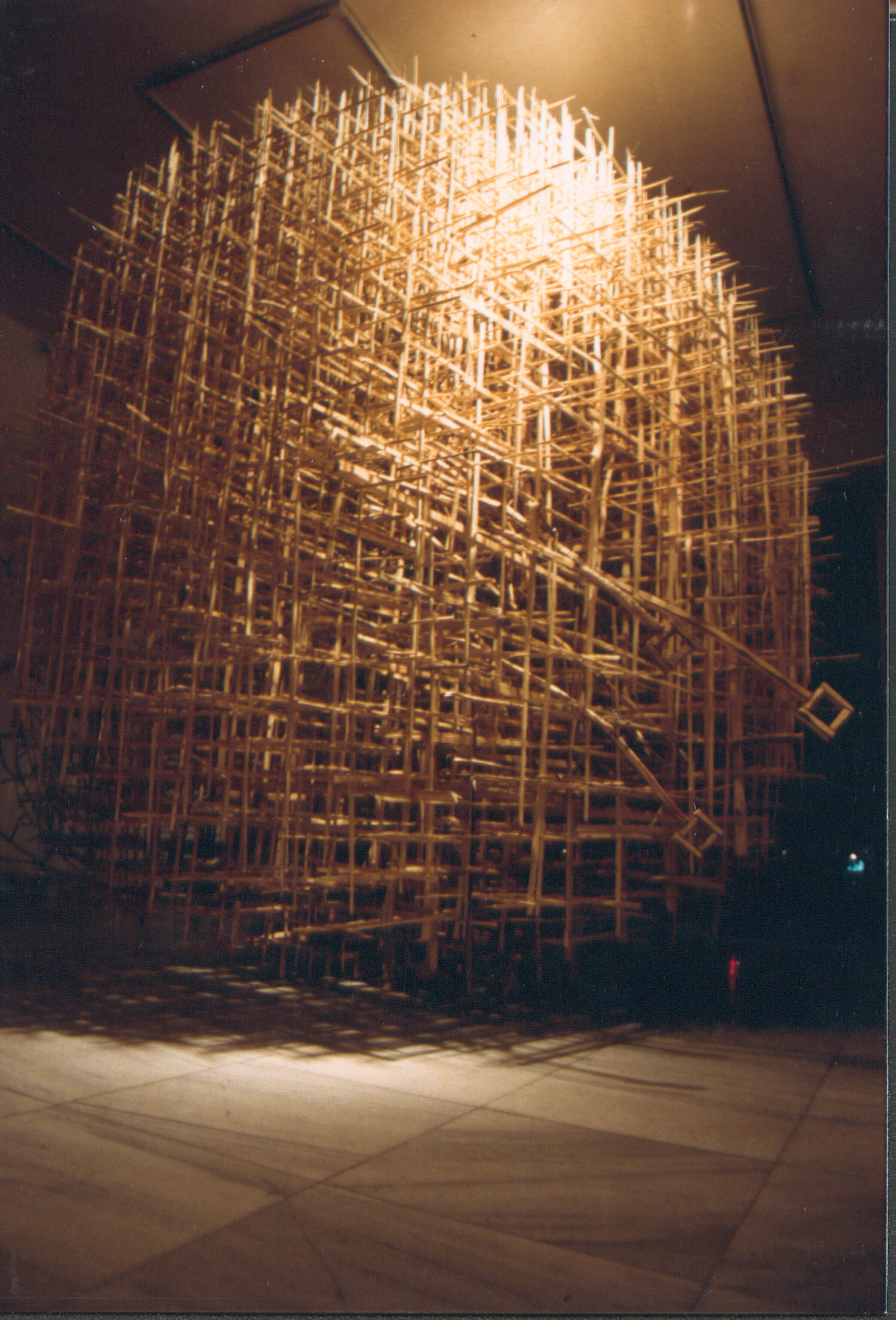
Praca z cyklu Krystalizacja przestrzeni

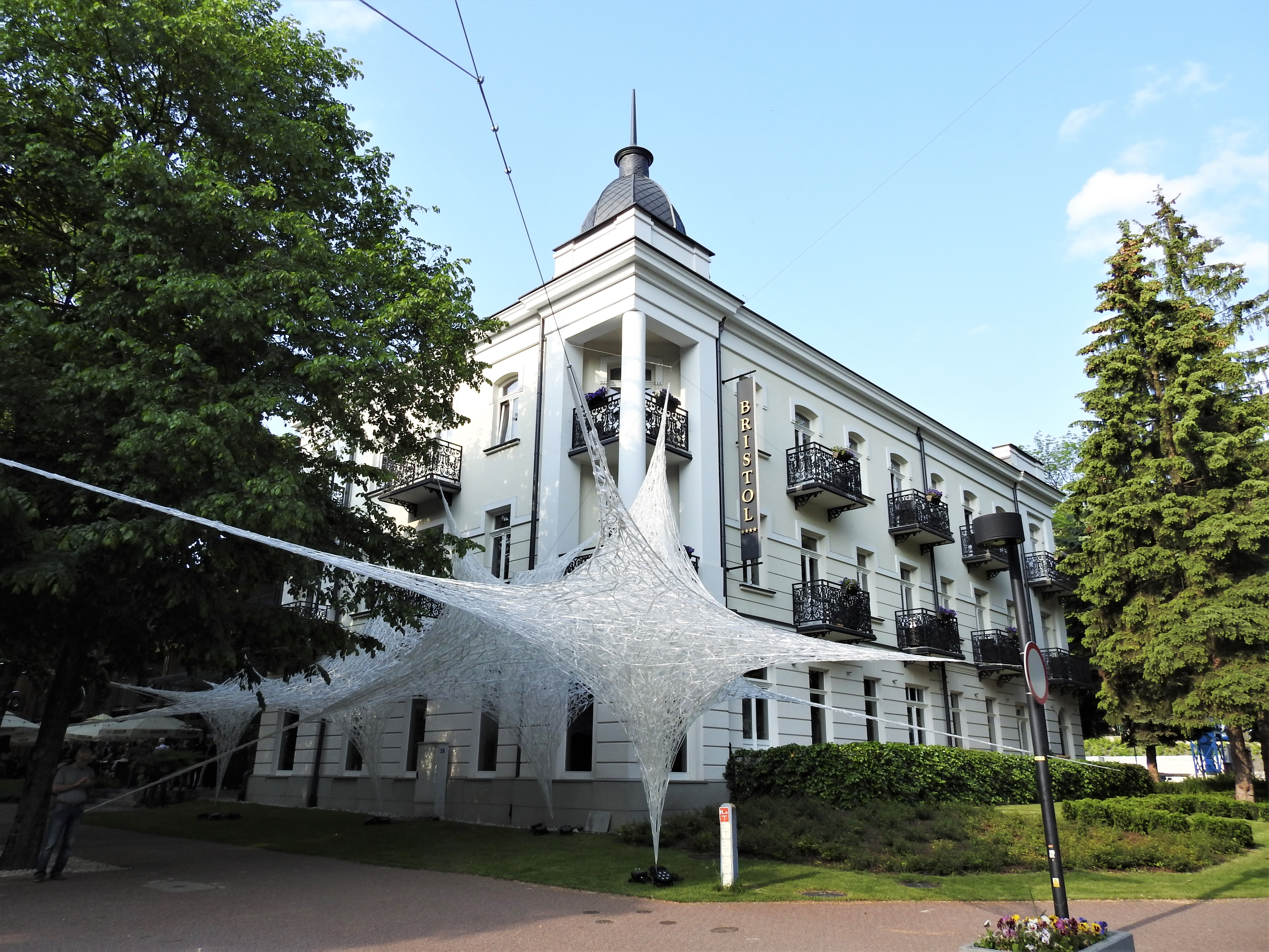
Praca "Genius Loci" z cyklu Krystalizacja przestrzeni, Busko-Zdrój, 2023

Ludwika Ogorzelec (ur. 5 stycznia 1953 w Chobieni) – polska rzeźbiarka, od 1985 r. mieszkająca w Paryżu.

## Zarys biografii i kariery
Studiowała w Akademii Sztuk Pięknych we Wrocławiu (1978–1983), w pracowni prof. Leona Podsiadłego i Paryżu w L'Ecole Nationale Superieure des Beaux-Arts (1985–1987) w pracowni słynnego francuskiego rzeźbiarza Césara. 
Jej prace prezentowane były na wielu wystawach indywidualnych i zbiorowych w galeriach i muzeach, początkowo we Francji, a potem w wielu innych krajach: Szwecja, Stany Zjednoczone, Grecja, Hiszpania, Szwajcaria, Belgia, Japonia, Niemcy, Włochy, Liban, Wielka Brytania, Kostaryka, Bułgaria, Australia, Łotwa, Chiny, Korea, Wietnam, Czechy i Polska. 
Swoje monumentalne rzeźby najczęściej tworzy in situ (w otwartej przestrzeni, często w architektonicznie ukształtowanym otoczeniu, we wnętrzach ekspozycyjnych sal muzealnych i galerii), formując je z wielokrotnie przecinających się linii, które wyznaczają krawędzie trójwymiarowych brył przestrzeni (cykl Krystalizacja przestrzeni). Tworzywem jej rzeźb jest sama przestrzeń a linia z drewna, metalu czy szkła jest jedynie konturem dla „kryształów przestrzeni”. Prace Ludwiki Ogorzelec powstają zazwyczaj w nawiązaniu do kontekstu kultur i miejsc, w których są prezentowane.
Weszła w skład komitetu wspierającego kandydaturę Karola Nawrockiego na prezydenta RP w wyborach w 2025.

## Kolekcje
- Muzeum Sztuki Współczesnej w Łodzi
- Mamidakis Fundation w Grecji
- Memorial Park w Louisville
- Wyspa Slogo-Lisekil w Szwecji
- Prywatne kolekcje we Francji, Niemczech, USA, Włoszech, Hiszpanii i Polsce
- Kolekcje rzeźb do filmu 10 000 BC: Prehistoryczna legenda[2]

## Krzyż Solidarności Walczącej
Ludwika Ogorzelec jest autorką projektu Krzyża Solidarności Walczącej. Krzyż wykonywany jest techniką odlewu, ze srebra próby 920, według oryginalnej, ręcznie wykonanej matrycy przechowywanej przez Kapitułę Krzyża. Waży 42 gramy. Krzyż Honorowy SW pokryty jest złotem 99,99%. Niepowtarzalny wzór wstążki, na której krzyż jest zawieszony, został zastrzeżony zgodnie z przepisami.

## Nagrody i odznaczenia
- The Pollock-Kastner Grant (Nowy Jork)
- Prix du Conseil National (Monte Carlo)
- Krzyż Oficerski Orderu Odrodzenia Polski (odznaczona przez prezydenta RP Lecha Kaczyńskiego w 2007)
- Krzyż Solidarności Walczącej (nadany w 2010 za działalność w strukturach SW)
- Doroczna Nagroda Ministra Kultury i Dziedzictwa Narodowego (2021)[3]
- Nagroda im. Lecha Kaczyńskiego (2021)[4]

## Publikacje o pracy twórczej artysty
- Ludwice Ogorzelec i jej działalności artystycznej poświęcona jest monografia: Elżbieta Łubowicz, Ludwika Ogorzelec (red.), 2019: Ludwika Ogorzelec. Krystalizacja przestrzeni. Wyd. Muzeum Architektury we Wrocławiu[5].